# Гура, Ян
Ян Во́йцех Гу́ра (пол. Jan Wojciech Góra OP, 8 февраля 1948, Прудник, Польша — 21 декабря 2015, Познань, Польша) — католический священник, член монашеского ордена доминиканцев, инициатор Всепольской встречи молодёжи.

## Биография
В 1966 году вступил в орден доминиканцев. С 1967 по 1974 год обучался в Философско-теологическом коллегиуме доминиканцев в Кракове. с 1977 по 1987 был духовным отцом средних школ в городе Познань. C 1987 года  служил в церкви Пресвятой Девы Марии Царицы Розария в Познани.
Занимался духовной деятельностью среди польской молодёжи, организуя ежегодные встречи епархиальной молодёжи в селе Херманице около города Устронь. В 1991 году участвовал в VI Всемирном дне молодёжи на Ясной-Гуре. Зимой 1992 года организовал в старой школе села Ямна недалеко от Тарнува Дом святого Яцека, который стал духовным и туристическим центром Познанского университета имени Адама Мицкевича. Этот дом со временем был перестроен в Санктуарий Пресвятой Девы Марии Твёрдой Надежды.
В 1997 году впервые организовал в селе Имёлки Всепольский съезд молодёжи в Ледницком ландшафтном парке на берегу озера Ледница. C этого времени встречи молодёжи организуются ежегодно и постепенно приобрели название «Ледница 2000».
Основал в Познани Музей Ледницы и Дом Иоанна Павла II в селе Поля-Ледницке.
Написал несколько десятков богословских сочинений.

## Награды
- Большой крест Ордена Возрождения Польши (2015);
- Командорский крест Ордена Возрождения Польши (2011);
- Орден «Ecce Homo».